# Liste de lanternes des morts en France
| Sommaire (inventaire départemental) : Aisne (02) · Allier (03) · Alpes-de-Haute-Provence (04) · Ariège (09) · Aube (10) · Bouches-du-Rhône (13) · Calvados (14) · Cantal (15) · Charente (16) · Charente-Maritime (17) · Corrèze (19) · Côtes-d'Armor (22) · Creuse (23) · Dordogne (24) · Drôme (26) · Finistère (29) · Gard (30) · Gers (32) · Gironde (33) · Hérault (34) · Ille-et-Vilaine (35) · Indre (36) · Indre-et-Loire (37) · Loir-et-Cher (41) · Loire (42) · Loire-Atlantique (44) Loiret (45) · Lot (46) · Maine-et-Loire (49) · Manche (50) · Marne (51) · Haute-Marne (52) · Meurthe-et-Moselle (54) · Meuse (55) · Moselle (57) · Morbihan (56) · Oise (60) · Orne (61) · Pas-de-Calais (62) · Puy-de-Dôme (63) · Bas-Rhin (67) · Haut-Rhin (68) · Sarthe (72) · Haute-Savoie (74) · Paris (75) · Seine-Maritime (76) · Seine-et-Marne (77) · Yvelines (78) · Deux-Sèvres (79) · Somme (80) · Vaucluse (84) · Vendée (85) · Vienne (86) · Haute-Vienne (87) · Vosges (88) · Yonne (89) · Essonne (91) · Val-d'Oise (95) |

| Édifice                                                | Commune                   | Département             | Commentaires | Protection                   | Mérimée                              | Coordonnées                        | Image |
| ------------------------------------------------------ | ------------------------- | ----------------------- | --- | ---------------------------- | ------------------------------------ | ---------------------------------- | ----- |
| Lanterne des morts de Cerny-en-Laonnois                | Cerny-en-Laonnois         | Aisne                   | Au Mémorial du Chemin des Dames. Construite en 1963. | Inscrit MH (2017)            | « PA02000092 », notice no PA02000092 |                                    |       |
| Lanterne des morts de Chavignon                        | Chavignon                 | Aisne                   | Lanterne au sommet de l'église (reconstruite après destruction totale pendant la Première Guerre mondiale) |                              |                                      |                                    |       |
| Lanterne des morts de Pancy-Courtecon                  | Pancy-Courtecon           | Aisne                   | Lanternon sur une chapelle de facture moderne construite sur l'emplacement d'un cimetière détruit pendant la Première Guerre mondiale |                              |                                      |                                    |       |
| Lanterne des morts d'Estivareilles                     | Estivareilles             | Allier                  | Lanterne du XIIe siècle. Elle a donné son nom à la place du Lampier. | Classé MH (1928)             | « PA00093099 », notice no PA00093099 |                                    |       |
| Lanterne des morts de Bourbon-l'Archambault            | Bourbon-l'Archambault     | Allier                  | Disparue |                              |                                      |                                    |       |
| Lanterne des morts de Dauphin                          | Dauphin                   | Alpes-de-Haute-Provence | Lanterne ancienne, détruite puis reconstituée au cimetière |                              |                                      |                                    |       |
| Lanterne des morts de Foix                             | Foix                      | Ariège                  | Lanterne pour les FTPF dans le cimetière |                              |                                      |                                    |       |
| Lanterne des morts de Buchères                         | Buchères                  | Aube                    | Monument de facture moderne, commémorant le massacre du 24 août 1944, incluant une lanterne |                              |                                      |                                    |       |
| Lanterne des morts de Vosnon                           | Vosnon                    | Aube                    | Lanterne surmontant la chapelle Saint-Joseph-des-Anges |                              |                                      |                                    |       |
| Lanterne des morts d'Arles                             | Arles                     | Bouches-du-Rhône        | Lanterne surmontant l'église face à Sainte-Trophime. |                              |                                      |                                    |       |
| Lanterne des morts des Baux-de-Provence                | Les Baux-de-Provence      | Bouches-du-Rhône        | Lanterne du XVIe siècle, surmontant l'église Saint-Vincent | Classé MH (1886) (Église)    | « PA00081209 », notice no PA00081209 |                                    |       |
| Lanterne des morts d'Istres                            | Istres                    | Bouches-du-Rhône        | Lanterne surmontant la chapelle Saint-Sulpice (XIe-XVIe siècles) | Inscrit MH (1942) (Chapelle) | « PA00081287 », notice no PA00081287 |                                    |       |
| Lanterne des morts de Bayeux                           | Bayeux                    | Calvados                | Lanterne du XIIIe siècle (place de la Cathédrale), classée au titre des monuments historiques le 18 avril 1914, en même temps que l'ensemble de la cathédrale Notre-Dame. | Classé MH (1914)             | « PA02000092 », notice no PA02000092 |                                    |       |
| Lanterne des morts de Putot-en-Auge                    | Putot-en-Auge             | Calvados                | Partie de l'église paroissiale (XIIe-XVe siècles) | Classé MH (1921) (Église)    | « PA00111629 », notice no PA00111629 |                                    |       |
| Lanterne des morts d'Aurillac                          | Aurillac                  | Cantal                  | |                              |                                      |                                    |       |
| Lanterne des morts de Mauriac                          | Mauriac                   | Cantal                  | Petite lanterne juchée sur une colonne, sur la façade sud de la basilique Notre-Dame des Miracles (XIe et XIIe siècles). La lanterne d'origine, qui datait du XIIIe s., fut reconstruite au XVIe siècle | Classé MH (1840) (Église)    | « PA00093544 », notice no PA00093544 |                                    |       |
| Lanterne des morts du Falgoux                          | Le Falgoux                | Cantal                  | Elle se situait dans le cimetière autour de l’ancienne église |                              |                                      |                                    |       |
| Lanterne des morts d'Angoulême                         | Angoulême                 | Charente                | Vestiges d'une lanterne du XIIe siècle, près de l'église Saint-André | Inscrit MH (1925)            | « PA00104220 », notice no PA00104220 |                                    |       |
| Lanterne des morts de Brigueuil                        | Brigueuil                 | Charente                | Lanterne du XIIe siècle, dans le cimetière | Inscrit MH (1932)            | « PA00104261 », notice no PA00104261 |                                    |       |
| Lanterne des morts de Cellefrouin                      | Cellefrouin               | Charente                | Lanterne, non datée | Classé MH (1886)             | « PA00104268 », notice no PA00104268 |                                    |       |
| Lanterne des morts de Pranzac                          | Pranzac                   | Charente                | Lanterne du XIIe siècle | Classé MH (1905)             | « PA00104461 », notice no PA00104461 |                                    |       |
| Lanterne des morts d'Aulnay                            | Aulnay                    | Charente-Maritime       | Dite « Aulnay-de-Saintonge ». Clocheton de l'église Saint-Pierre (XIIe – XVIIIe siècles) | Classé MH (1840) (Église)    | « PA00104605 », notice no PA00104605 |                                    |       |
| Lanterne des morts de Dolus-d'Oléron                   | Dolus-d'Oléron            | Charente-Maritime       | Petite lanterne surmontant une tombe dans le cimetière paroissial. |                              |                                      |                                    |       |
| Lanterne des morts de Fenioux                          | Fenioux                   | Charente-Maritime       | Lanterne du XIIe siècle, constituée de 11 colonnes, et incluant un escalier intérieur. | Classé MH (1862)             | « PA00104685 », notice no PA00104685 |                                    |       |
| Lanterne des morts de Lozay                            | Lozay                     | Charente-Maritime       | Sur l'aire de repos de l'autoroute A10 (sens Paris-Bordeaux). Réplique de la lanterne de Fenioux, construite en 1994. |                              |                                      |                                    |       |
| Lanterne des morts de Saint-Pierre-d'Oléron            | Saint-Pierre-d'Oléron     | Charente-Maritime       | La plus élevée des lanternes (20,65 m de hauteur, avec escalier à vis intérieur), située place Camille-Mémain (anciennement cimetière paroissial). Supposée construite dans le dernier quart du XIIe siècle | Classé MH (1886)             | « PA00105218 », notice no PA00105218 |                                    |       |
| Lanterne des morts de Ayen                             | Ayen                      | Corrèze                 | |                              |                                      |                                    |       |
| Lanterne des morts de Naves                            | Naves                     | Corrèze                 | |                              |                                      |                                    |       |
| Lanterne des morts de Treignac                         | Treignac                  | Corrèze                 | |                              |                                      |                                    |       |
| Lanterne des morts de Pléboulle                        | Pléboulle                 | Côtes-d'Armor           | |                              |                                      |                                    |       |
| Lanterne des morts de Crocq                            | Crocq                     | Creuse                  | |                              |                                      |                                    |       |
| Lanterne des morts de Crocq                            | Crocq                     | Creuse                  | Disparue. Autre lanterne |                              |                                      |                                    |       |
| Lanterne des morts de Croze                            | Croze                     | Creuse                  | |                              |                                      |                                    |       |
| Lanterne des morts de Felletin                         | Felletin                  | Creuse                  | | Classé MH (1886)             | « PA00100070 », notice no PA00100070 | 45° 53′ 20″ nord, 2° 10′ 31″ est   |       |
| Lanterne des morts de Royère-de-Vassivière             | Royère-de-Vassivière      | Creuse                  | Sur une tombe du cimetière. |                              |                                      |                                    |       |
| Lanterne des morts de Saint-Agnant-de-Versillat        | Saint-Agnant-de-Versillat | Creuse                  | | Inscrit MH (1926)            | « PA00100147 », notice no PA00100147 |                                    |       |
| Fanal funéraire de Saint-Goussaud                      | Saint-Goussaud            | Creuse                  | | Classé MH (1914)             | « PA00100166 », notice no PA00100166 |                                    |       |
| Lanterne des morts de La Souterraine                   | La Souterraine            | Creuse                  | De forme hexagonale ; dans le cimetière | Inscrit MH (1926)            | « PA00100207 », notice no PA00100207 |                                    |       |
| Lanterne des morts de Boussac                          | Boussac                   | Creuse                  | Disparue |                              |                                      |                                    |       |
| Lanterne des morts de Jarnages                         | Jarnages                  | Creuse                  | Disparue |                              |                                      |                                    |       |
| Lanterne des morts de Saint-Frion                      | Saint-Frion               | Creuse                  | Disparue |                              |                                      |                                    |       |
| Lanterne des morts de Toulx-Sainte-Croix               | Toulx-Sainte-Croix        | Creuse                  | Disparue |                              |                                      |                                    |       |
| Lanterne des morts d'Atur                              | Atur                      | Dordogne                | De forme cylindrique, dans le bourg à l'emplacement de l'ancien cimetière | Classé MH (1932)             | « PA00082323 », notice no PA00082323 | 45° 08′ 23″ nord, 0° 45′ 05″ est   |       |
| Lanterne des morts de Cherveix-Cubas                   | Cherveix-Cubas            | Dordogne                | Dans le cimetière de Cubas | Inscrit MH (1939)            | « PA00082490 », notice no PA00082490 | 45° 17′ 46″ nord, 1° 07′ 34″ est   |       |
| Lanterne des morts de Corgnac-sur-l'Isle               | Corgnac-sur-l'Isle        | Dordogne                | Sur une maison d'habitation |                              |                                      |                                    |       |
| Lanterne des morts de Nontron                          | Nontron                   | Dordogne                | |                              |                                      |                                    |       |
| Lanterne des morts de Saint-Sulpice-d'Excideuil        | Saint-Sulpice-d'Excideuil | Dordogne                | Sur une maison d'habitation |                              |                                      |                                    |       |
| Lanterne des morts de Sarlat                           | Sarlat-la-Canéda          | Dordogne                | XIIe siècle | Classé MH (1981)             | « PA00082924 », notice no PA00082924 | 44° 53′ 20″ nord, 1° 13′ 04″ est   |       |
| Lanterne des morts de l'Abbaye de Dalon                | Sainte-Trie               | Dordogne                | Disparue |                              |                                      |                                    |       |
| Lanterne des morts de Saint-Nexans                     | Saint-Nexans              | Dordogne                | Disparue |                              |                                      |                                    |       |
| Lanterne des morts de Saint-Restitut                   | Saint-Restitut            | Drôme                   | |                              |                                      |                                    |       |
| Lanterne des morts de Douarnenez                       | Douarnenez                | Finistère               | |                              |                                      |                                    |       |
| Lanterne des morts de Landerneau                       | Landerneau                | Finistère               | Dans le cimetière |                              |                                      | 48° 27′ 27″ nord, 4° 15′ 14″ ouest |       |
| Lanterne des morts de Saint-Jean-du-Doigt              | Saint-Jean-du-Doigt       | Finistère               | |                              |                                      |                                    |       |
| Lanterne des morts de Vergèze                          | Vergèze                   | Gard                    | Il s'agit en fait d'une lanterne des Maures. Elle est aussi appelée cheminée Sarrazine (sans lien avec les cheminées sarrasines de Bresse). |                              |                                      |                                    |       |
| Lanterne des morts de Saint-Sauvy                      | Saint-Sauvy               | Gers                    | L'unique lanterne des morts du département du Gers. |                              |                                      | 43° 41′ 39″ N, 0° 49′ 26″ E        |       |
| Lanterne des morts de Libourne                         | Libourne                  | Gironde                 | |                              |                                      |                                    |       |
| Lanterne des morts de Saint-Émilion                    | Saint-Émilion             | Gironde                 | |                              |                                      |                                    |       |
| Lanterne des morts d'Agde                              | Agde                      | Hérault                 | 2 lanternes dont une sur le toit de la chapelle Notre-Dame-de-la-Genouillade au Grau-d'Agde |                              |                                      |                                    |       |
| Lanterne des morts de Ganges                           | Ganges                    | Hérault                 | |                              |                                      |                                    |       |
| Lanterne des morts de Lattes                           | Lattes                    | Hérault                 | |                              |                                      |                                    |       |
| Lanterne des morts de Quarante                         | Quarante                  | Hérault                 | |                              |                                      |                                    |       |
| Lanterne des morts de Roujan                           | Roujan                    | Hérault                 | |                              |                                      |                                    |       |
| Lanterne des morts de Liffré                           | Liffré                    | Ille-et-Vilaine         | |                              |                                      |                                    |       |
| Lanterne des morts de La Berthenoux                    | La Berthenoux             | Indre                   | |                              |                                      |                                    |       |
| Lanterne des morts de La Châtre                        | La Châtre                 | Indre                   | 2 lanternes dont l'une a disparu. L'autre est « récente » puisque édifiée comme élément principal du monument aux morts. |                              |                                      |                                    |       |
| Lanterne des morts de Ciron                            | Ciron                     | Indre                   | | Classé MH (1862)             | « PA00097324 », notice no PA00097324 |                                    |       |
| Lanterne des morts de Mauvières                        | Mauvières                 | Indre                   | |                              |                                      |                                    |       |
| Lanterne des morts de Méobecq                          | Méobecq                   | Indre                   | |                              |                                      |                                    |       |
| Lanterne des morts de Néret                            | Néret                     | Indre                   | une lanterne des morts neuve, créée par les élèves tailleurs et sculpteurs de pierre de la formation pour la restauration du patrimoine en Berry (Forepabe) a été installée et inaugurée le 31 mai 2013. |                              |                                      |                                    |       |
| Lanterne des Morts d'Estrées                           | Saint-Genou               | Indre                   | Lieu-dit Estrées | Classé MH (1862)             | « PA00097453 », notice no PA00097453 |                                    |       |
| Lanterne des morts de Vouillon                         | Vouillon                  | Indre                   | | Classé MH (1922)             | « PA00097490 », notice no PA00097490 |                                    |       |
| Lanterne des morts de Aigurande                        | Aigurande                 | Indre                   | Disparue |                              |                                      |                                    |       |
| Lanterne des morts de La Châtre (Autre lanterne)       | La Châtre                 | Indre                   | Disparue |                              |                                      |                                    |       |
| Lanterne des morts de Saint-Hilaire-sur-Benaize        | Saint-Hilaire-sur-Benaize | Indre                   | Disparue |                              |                                      |                                    |       |
| Lanterne des morts de Bléré                            | Bléré                     | Indre-et-Loire          | |                              |                                      |                                    |       |
| Lanterne des morts de Cormery                          | Cormery                   | Indre-et-Loire          | probable croix hosannière | Classé MH (1920)             | « PA00097712 », notice no PA00097712 |                                    |       |
| Lanterne des morts de Rochecorbon                      | Rochecorbon               | Indre-et-Loire          | Tour de guet d'un château médiéval |                              |                                      |                                    |       |
| Lanterne des morts de Rhodon                           | Rhodon                    | Loir-et-Cher            | |                              |                                      |                                    |       |
| Lanterne des morts de Boën                             | Boën                      | Loir-et-Cher            | |                              |                                      |                                    |       |
| Lanterne des morts de Charlieu                         | Charlieu                  | Loir-et-Cher            | |                              |                                      |                                    |       |
| Lanterne des morts de Grézolles                        | Grézolles                 | Loir-et-Cher            | |                              |                                      |                                    |       |
| Lanterne des morts de Saint-Just-en-Chevalet           | Saint-Just-en-Chevalet    | Loir-et-Cher            | |                              |                                      |                                    |       |
| Lanterne des morts de Saint-Martin-la-Sauveté          | Saint-Martin-la-Sauveté   | Loir-et-Cher            | |                              |                                      |                                    |       |
| Lanterne des morts des Moutiers-en-Retz                | Les Moutiers-en-Retz      | Loire-Atlantique        | | Classé MH (1913)             | « PA00108649 », notice no PA00108649 |                                    |       |
| Lanterne des morts de Germigny-des-Prés                | Germigny-des-Prés         | Loiret                  | |                              |                                      |                                    |       |
| Lanterne des morts d'Orléans                           | Orléans                   | Loiret                  | |                              |                                      |                                    |       |
| Lanterne des morts de Figeac                           | Figeac                    | Lot                     | |                              |                                      |                                    |       |
| Lanterne des morts de Cressensac-Sarrazac              | Cressensac-Sarrazac       | Lot                     | lieu-dit Bourg de l'Hopital Saint-Jean : Fanal sur le toit de l'hôpital Saint-Jean-de-Jaffa. Une cheminée appelé "fanal" datant du XIVe ou XVe siècle, surmontée d'une mitre, colonne creuse coiffée d'un lanternon à jours. Une corde permettait de monter une lanterne destinée à indiquer la voie aux pèlerins par ses signaux lumineux. Donc, doit-on la considérer comme une lanterne des morts ? |                              |                                      |                                    |       |
| Lanterne des morts de Lacave                           | Lacave                    | Lot                     | |                              |                                      |                                    |       |
| Lanterne des morts de Rocamadour                       | Rocamadour                | Lot                     | |                              |                                      |                                    |       |
| Lanterne des morts de Souillac                         | Souillac                  | Lot                     | |                              |                                      |                                    |       |
| Lanterne des morts de Fontevraud-l'Abbaye              | Fontevraud-l'Abbaye       | Maine-et-Loire          | XIIIe siècle, la « lanterne située sur la chapelle Sainte-Catherine ». On trouve parfois mention d'une autre lanterne qui serait située dans l’abbaye de Fontevraud. C'est une confusion. Il s'agit en fait de la cheminée centrale de la cuisine romane (XIIe siècle) de l'abbaye, restaurée par Lucien Magne en 1902, et qui, auparavant, a un temps été prise pour une chapelle.                    | Classé MH (1957)             | « PA00109111 », notice no PA00109111 |                                    |       |
| Lanterne des morts de Mouliherne                       | Mouliherne                | Maine-et-Loire          | située dans le cimetière, près de l'église, la lanterne est bâtie sur un ossuaire du XIIe siècle voûté en ogives. La table est recouverte de l'ardoise d'origine. La lumière du fanal brûlait chaque nuit. |                              |                                      |                                    |       |
| Lanterne des morts de Saumur (Nantilly)                | Saumur                    | Maine-et-Loire          | |                              |                                      |                                    |       |
| Lanterne des morts de Saumur (Saint-Nicolas)           | Saumur                    | Maine-et-Loire          | | Classé MH (1922)             | « PA00109305 », notice no PA00109305 |                                    |       |
| Lanterne des morts de Angers                           | Angers                    | Maine-et-Loire          | Disparue au XIXe siècle. Lanterne du tertre Saint-Laurent |                              |                                      |                                    |       |
| Lanterne des morts de Montsoreau                       | Montsoreau                | Maine-et-Loire          | Disparue au XIXe siècle. Lanterne du cimetière |                              |                                      |                                    |       |
| Lanterne des morts de Saint-Jean-des-Mauvrets          | Saint-Jean-des-Mauvrets   | Maine-et-Loire          | Disparue au XIXe siècle. |                              |                                      |                                    |       |
| Lanterne des morts de Périers                          | Périers                   | Manche                  | |                              |                                      |                                    |       |
| Lanterne des morts de Quineville                       | Quineville                | Manche                  | |                              |                                      |                                    |       |
| Lanterne des morts de Dormans                          | Dormans                   | Marne                   | La lanterne des morts du Mémorial des batailles de la Marne (construction:1921–1931), près de l'ossuaire et de la chapelle, dans le parc du château de Dormans, veille les morts des deux batailles de la Marne. |                              |                                      |                                    |       |
| Lanterne des morts de Latrecey-Ormoy-sur-Aube          | Latrecey-Ormoy-sur-Aube   | Haute-Marne             | |                              |                                      |                                    |       |
| Lanterne des morts de Noviant-aux-Prés                 | Noviant-aux-Prés          | Meurthe-et-Moselle      | |                              |                                      |                                    |       |
| Lanterne des morts de Pierrepont                       | Pierrepont                | Meurthe-et-Moselle      | |                              |                                      |                                    |       |
| Lanterne des morts de Vaudémont                        | Vaudémont                 | Meurthe-et-Moselle      | Le monument Barrès |                              |                                      | 48° 24′ 31″ nord, 6° 04′ 13″ est   |       |
| Lanterne des morts de Avioth                           | Avioth                    | Meuse                   | |                              |                                      |                                    |       |
| Lanterne des morts de Douaumont                        | Douaumont                 | Meuse                   | |                              |                                      |                                    |       |
| Lanterne des morts de Farschviller                     | Farschviller              | Moselle                 | Tour ronde du XIIIe siècle au cimetière |                              |                                      |                                    |       |
| Lanterne des morts de Guégon                           | Guégon                    | Morbihan                | |                              |                                      |                                    |       |
| Lanterne des morts de Boran-sur-Oise                   | Boran-sur-Oise            | Oise                    | |                              |                                      |                                    |       |
| Lanterne des morts de Compiègne                        | Compiègne                 | Oise                    | |                              |                                      |                                    |       |
| Lanterne des morts de Glaignes                         | Glaignes                  | Oise                    | |                              |                                      |                                    |       |
| Lanterne des morts de Juvigny-sous-Andaine             | Juvigny-sous-Andaine      | Orne                    | |                              |                                      |                                    |       |
| Lanterne des morts de Ablain-Saint-Nazaire             | Ablain-Saint-Nazaire      | Pas-de-Calais           | Lanterne des morts de la nécropole nationale de Notre-Dame-de-Lorette. |                              |                                      |                                    |       |
| Lanterne des morts de Berck                            | Berck                     | Pas-de-Calais           | Lanterne des morts du cimetière militaire communal. |                              |                                      |                                    |       |
| Lanterne des morts de Cébazat                          | Cébazat                   | Puy-de-Dôme             | | Inscrit MH (1926)            | « PA00091928 », notice no PA00091928 | 45° 49′ 52″ nord, 3° 05′ 59″ est   |       |
| Lanterne des Morts de Culhat                           | Culhat                    | Puy-de-Dôme             | Située au nord de Culhat et au Sud du cimetière. | Classé MH (1886)             | « PA00092108 », notice no PA00092108 |                                    |       |
| Lanterne des morts de Montaigut-en-Combraille          | Montaigut-en-Combraille   | Puy-de-Dôme             | De forme carrée. |                              |                                      |                                    |       |
| Lanterne des morts de Valbeleix                        | Valbeleix                 | Puy-de-Dôme             | |                              |                                      |                                    |       |
| Lanterne des morts d'Aigueperse                        | Aigueperse                | Puy-de-Dôme             | Disparue |                              |                                      |                                    |       |
| Lanterne des morts de Montferrand                      | Montferrand               | Puy-de-Dôme             | Disparue |                              |                                      |                                    |       |
| Lanterne des morts de Saint-Alyre-ès-Montagne          | Saint-Alyre-ès-Montagne   | Puy-de-Dôme             | Disparue |                              |                                      |                                    |       |
| Lanterne des morts de Natzwiller                       | Natzwiller                | Bas-Rhin                | Lanterne du mémorial du Camp de concentration de Natzweiler-Struthof, postérieure à la Seconde Guerre mondiale |                              |                                      |                                    |       |
| Lanterne des morts de Kaysersberg                      | Kaysersberg               | Haut-Rhin               | |                              |                                      |                                    |       |
| Lanterne des morts de Parigné-l'Évêque                 | Parigné-l'Évêque          | Sarthe                  | | Inscrit MH (1926)            | « PA00109902 », notice no PA00109902 |                                    |       |
| Lanterne des morts de Nonglard                         | Nonglard                  | Haute-Savoie            | | Inscrit MH (1964)            | « PA00118415 », notice no PA00118415 |                                    |       |
| Lanterne des morts de Notre-Dame-des-Bois              | Paris                     | Paris                   | Disparue |                              |                                      |                                    |       |
| Lanterne des morts de Angerville-la-Martel             | Angerville-la-Martel      | Seine-Maritime          | |                              |                                      |                                    |       |
| Lanterne des morts de Dagny                            | Dagny                     | Seine-Maritime          | |                              |                                      |                                    |       |
| Lanterne des morts de Provins                          | Provins                   | Seine-et-Marne          | |                              |                                      |                                    |       |
| Lanterne des morts de Maule                            | Maule                     | Yvelines                | |                              |                                      |                                    |       |
| Lanterne des morts de Ménigoute                        | Ménigoute                 | Deux-Sèvres             | Lanterne du XIIe siècle, restaurée à la fin du XIVe siècle. |                              |                                      |                                    |       |
| Lanterne des morts du cimetière de Pers                | Pers                      | Deux-Sèvres             | | Classé MH (1889)             | « PA00101318 », notice no PA00101318 |                                    |       |
| Lanterne des morts de Saint-Maixent-l'École            | Saint-Maixent-l'École     | Deux-Sèvres             | |                              |                                      |                                    |       |
| Lanterne des morts de Saint-Varent                     | Saint-Varent              | Deux-Sèvres             | |                              |                                      |                                    |       |
| Lanterne des morts de Verruyes                         | Verruyes                  | Deux-Sèvres             | |                              |                                      |                                    |       |
| Lanterne des morts de Aiffres                          | Aiffres                   | Deux-Sèvres             | Disparue |                              |                                      |                                    |       |
| Lanterne des morts de Brioux-sur-Boutonne              | Brioux-sur-Boutonne       | Deux-Sèvres             | Disparue |                              |                                      |                                    |       |
| Lanterne des morts de Cherveux                         | Cherveux                  | Deux-Sèvres             | Disparue |                              |                                      |                                    |       |
| Lanterne des morts d'Échiré                            | Échiré                    | Deux-Sèvres             | Disparue |                              |                                      |                                    |       |
| Lanterne des morts de Pamplie                          | Pamplie                   | Deux-Sèvres             | Disparue |                              |                                      |                                    |       |
| Lanterne des morts de Parthenay-le-Vieux               | Parthenay                 | Deux-Sèvres             | Disparue |                              |                                      |                                    |       |
| Lanterne des morts de Pougne-Hérisson                  | Pougne-Hérisson           | Deux-Sèvres             | Disparue |                              |                                      |                                    |       |
| Lanterne des morts de Saint-Christophe-sur-Roc         | Saint-Christophe-sur-Roc  | Deux-Sèvres             | Disparue |                              |                                      |                                    |       |
| Lanterne des morts d'Abbeville                         | Abbeville                 | Somme                   | Dans l'ancien cimetière de l'église Saint-Gilles. |                              |                                      |                                    |       |
| Lanterne des morts de Acheux-en-Amiénois               | Acheux-en-Amiénois        | Somme                   | Sur le chevet de la chapelle funéraire Bellet. |                              |                                      |                                    |       |
| Lanterne des morts de Crécy-en-Ponthieu                | Crécy-en-Ponthieu         | Somme                   | Croix du bourg |                              |                                      |                                    |       |
| Lanterne des morts de Châteauneuf-du-Pape              | Châteauneuf-du-Pape       | Vaucluse                | |                              |                                      |                                    |       |
| Lanterne des morts de Boufféré                         | Boufféré                  | Vendée                  | |                              |                                      |                                    |       |
| Lanterne des Morts d'Antigny                           | Antigny                   | Vienne                  | Son fut carré est creux et il est surmonté d'une croix. Une petite ouverture au nord permet le passage de la lampe qui était hissée au sommet. La lanterne a conservé son autel. | Classé MH (1884)             | « PA00105331 », notice no PA00105331 |                                    |       |
| Lanterne des Morts de Charroux                         | Charroux                  | Vienne                  | |                              |                                      |                                    |       |
| Lanterne des morts de Château-Larcher                  | Château-Larcher           | Vienne                  | Elle est cylindrique, haute de 5 m sur une base cubique avec un petit autel. La colonne est couronnée par un lanternon à baies étroites, au toit en écailles surmontés depuis 1840 d'une croix de Malte. | Classé MH (1840)             | « PA00105395 », notice no PA00105395 |                                    |       |
| Lanterne des Morts de Journet                          | Journet                   | Vienne                  | | Classé MH (1884)             | « PA00105479 », notice no PA00105479 |                                    |       |
| Lanterne des Morts de Moussac                          | Moussac                   | Vienne                  | | Classé MH (1884)             | « PA00105551 », notice no PA00105551 | 46° 24′ 21″ nord, 0° 54′ 15″ est   |       |
| Lanterne des Morts de Nouaillé-Maupertuis              | Nouaillé-Maupertuis       | Vienne                  | |                              |                                      |                                    |       |
| Lanterne des Morts de Poitiers                         | Poitiers                  | Vienne                  | |                              |                                      |                                    |       |
| Lanterne des Morts de Champniers                       | Champniers                | Vienne                  | Disparue |                              |                                      |                                    |       |
| Lanterne des Morts de Montezais                        | Montezais                 | Vienne                  | Disparue |                              |                                      |                                    |       |
| Lanterne des Morts de Saint-Léomer                     | Saint-Léomer              | Vienne                  | Disparue |                              |                                      |                                    |       |
| Lanterne des Morts des Cars                            | Les Cars                  | Haute-Vienne            | |                              |                                      |                                    |       |
| Lanterne des morts de Cognac-la-Forêt                  | Cognac-la-Forêt           | Haute-Vienne            | | Classé MH (1939)             | « PA00100285 », notice no PA00100285 |                                    |       |
| Lanterne des Morts de Coussac-Bonneval                 | Coussac-Bonneval          | Haute-Vienne            | | Classé MH (1939)             | « PA00100291 », notice no PA00100291 |                                    |       |
| Lanterne des Morts de Le Dorat                         | Le Dorat                  | Haute-Vienne            | |                              |                                      |                                    |       |
| Lanterne des Morts d'Oradour-Saint-Genest              | Oradour-Saint-Genest      | Haute-Vienne            | | Classé MH (1899)             | « PA00100406 », notice no PA00100406 |                                    |       |
| Lanterne des morts d'Oradour-sur-Glane                 | Oradour-sur-Glane         | Haute-Vienne            | 2 lanternes | Inscrit MH (1926)            | « PA00100407 », notice no PA00100407 |                                    |       |
| Lanterne des Morts de Rancon                           | Rancon                    | Haute-Vienne            | |                              |                                      |                                    |       |
| Lanterne des Morts de Razès                            | Razès                     | Haute-Vienne            | |                              |                                      |                                    |       |
| Lanterne des morts de Saint-Amand-Magnazeix            | Saint-Amand-Magnazeix     | Haute-Vienne            | | Classé MH (1910)             | « PA00100435 », notice no PA00100435 |                                    |       |
| Lanterne des Morts de Saint-Junien                     | Saint-Junien              | Haute-Vienne            | |                              |                                      |                                    |       |
| Lanterne des Morts de Saint-Martial-sur-Isop           | Saint-Martial-sur-Isop    | Haute-Vienne            | |                              |                                      |                                    |       |
| Lanterne des morts de Saint-Victurnien                 | Saint-Victurnien          | Haute-Vienne            | Dans le cimetière | Classé MH (1910)             | « PA00100493 », notice no PA00100493 |                                    |       |
| Lanterne des Morts d'Aureil                            | Aureil                    | Haute-Vienne            | Disparue |                              |                                      |                                    |       |
| Lanterne des Morts de Biennac                          | Rochechouart              | Haute-Vienne            | Disparue |                              |                                      |                                    |       |
| Lanterne des Morts de Le Chalard                       | Le Chalard                | Haute-Vienne            | Disparue |                              |                                      |                                    |       |
| Lanterne des Morts de Cognac-la-Forêt (autre lanterne) | Cognac-la-Forêt           | Haute-Vienne            | Disparue |                              |                                      |                                    |       |
| Lanterne des Morts de Le Dorat (autre lanterne)        | Le Dorat                  | Haute-Vienne            | Disparue |                              |                                      |                                    |       |
| Lanterne des Morts de Grandmont                        | Grandmont                 | Haute-Vienne            | Disparue |                              |                                      |                                    |       |
| Lanterne des Morts de Limoges                          | Limoges                   | Haute-Vienne            | Disparue |                              |                                      |                                    |       |
| Lanterne des Morts de Marval                           | Marval                    | Haute-Vienne            | Disparue |                              |                                      |                                    |       |
| Lanterne des Morts de Saint-Barbant                    | Saint-Barbant             | Haute-Vienne            | Disparue |                              |                                      |                                    |       |
| Lanterne des Morts de Saint-Léonard-de-Noblat          | Saint-Léonard-de-Noblat   | Haute-Vienne            | Disparue |                              |                                      |                                    |       |
| Lanterne des Morts de Vicq-sur-Breuilh                 | Vicq-sur-Breuilh          | Haute-Vienne            | Disparue |                              |                                      |                                    |       |
| Lanterne des Morts de Remiremont                       | Remiremont                | Vosges                  | |                              |                                      |                                    |       |
| Lanterne des Morts de Avallon                          | Avallon                   | Yonne                   | |                              |                                      |                                    |       |
| Lanterne des Morts de Mailly-le-Château                | Mailly-le-Château         | Yonne                   | Dans le cimetière de Mailly-le-Château | Inscrit MH (1939)            | « PA00113735 », notice no PA00113735 |                                    |       |
| Lanterne des Morts de Pontaubert                       | Pontaubert                | Yonne                   | |                              |                                      |                                    |       |
| Lanterne des Morts de Longjumeau                       | Longjumeau                | Essonne                 | |                              |                                      |                                    |       |
| Lanterne des Morts de Bessancourt                      | Bessancourt               | Val-d'Oise              | |                              |                                      |                                    |       |
| Lanterne des Morts de Bréançon                         | Bréançon                  | Val-d'Oise              | |                              |                                      |                                    |       |
| Lanterne des Morts de Haravilliers                     | Haravilliers              | Val-d'Oise              | |                              |                                      |                                    |       |
| Lanterne des Morts de Magny-en-Vexin                   | Magny-en-Vexin            | Val-d'Oise              | |                              |                                      |                                    |       |

## Cheminées prises à tort pour des lanternes des morts
- Brantôme : sur le toit d'une maison inscrite aux monuments historiques, place Saint-Pierre[6]
- Carlux : XIVe siècle, sur le toit d'une maison, classée monument historique[7].

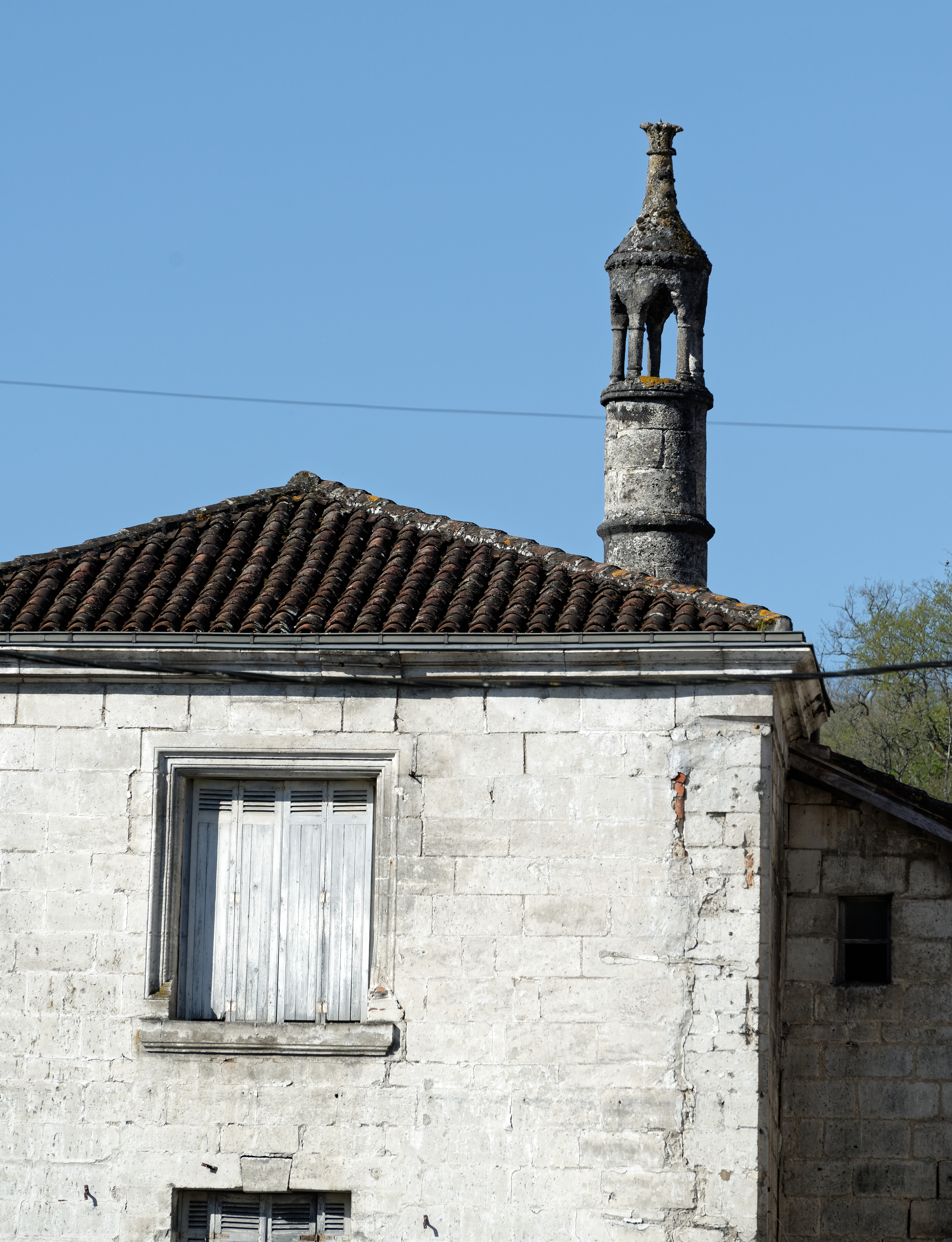
Brantôme.
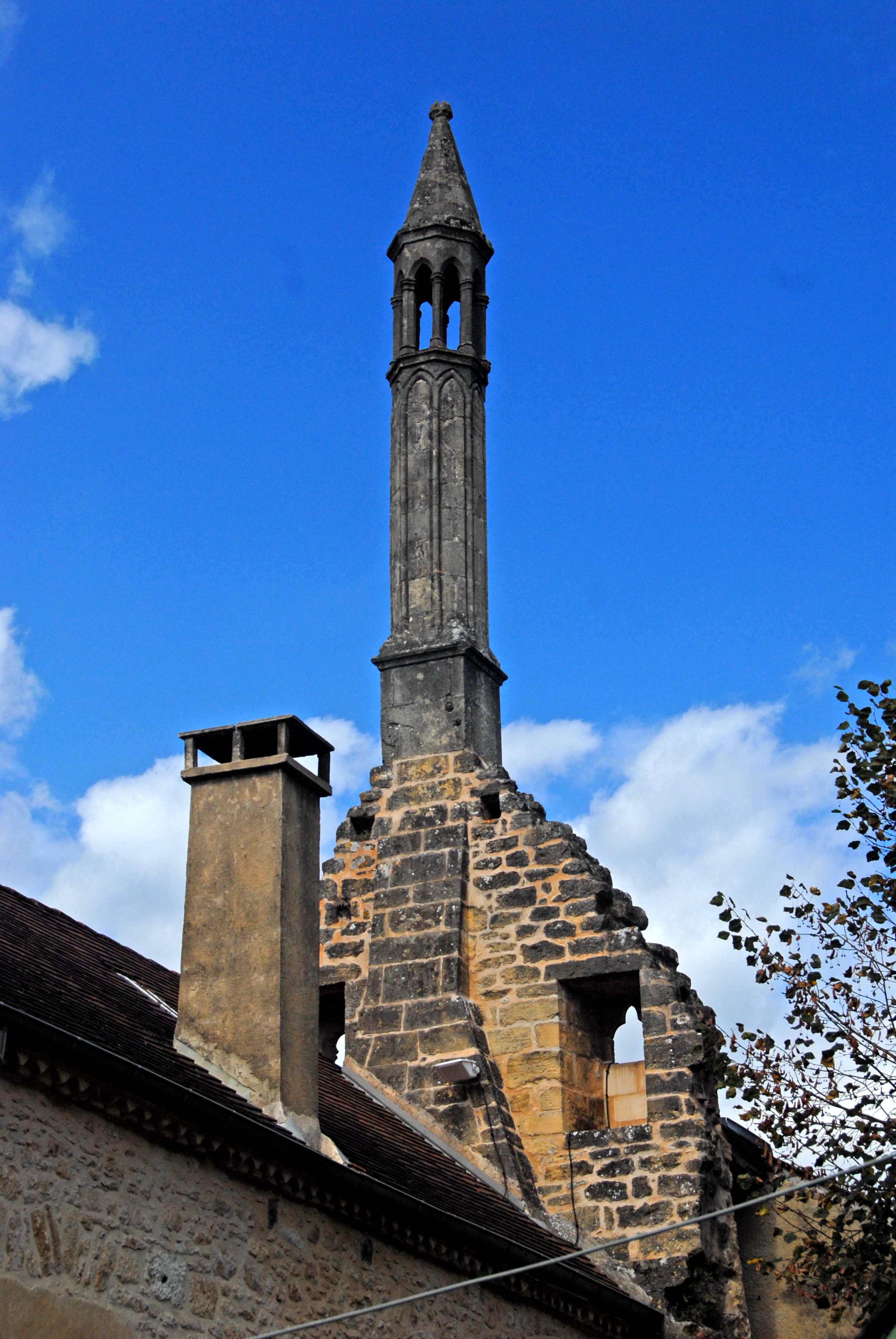
Carlux.